# Докучаево (Кировоградская область)
Докуча́ево (укр. Докучаєве) — село в Устиновской поселковой общине Кропивницкого района Кировоградской области Украины.
До 2020 года входило в Устиновский район
Население по переписи 2001 года составляло 1185 человек, по данным 2025 года население составляет 733 человека. Почтовый индекс — 28631. Телефонный код — 5239. Код КОАТУУ — 3525884401.